# Xây dựng sổ sách
Xây dựng sổ sách đề cập đến quá trình tạo ra, nắm bắt, ghi âm và nhu cầu đầu tư đối với cổ phiếu trong một IPO (chứng khoán khác trong thời gian quá trình phát hành của chúng) để hỗ trợ hiệu quả phát hiện giá  Thông thường, công ty phát hành chỉ định một ngân hàng đầu tư chính để hoạt động như một chính bảo lãnh phát hành chứng khoán bookrunner. "Sổ sách" là collation ra thị trường nhu cầu của các nhà đầu tư bởi bookrunner và được giữ bí mật để bookrunner, tổ chức phát hành, và bảo lãnh phát hành. Trường hợp cổ phần được mua lại, hoặc chuyển qua bookbuild, chuyển nhượng xảy ra ngoài thị trường, và chuyển giao không được bảo đảm bởi nhà thanh toán bù trừ của một trao đổi. Trường hợp bảo lãnh phát hành đã được bổ nhiệm, bảo lãnh phát hành phải chịu rủi ro không thanh toán bằng cách thâu tóm hoặc không giao hàng của người bán.
Sách xây dựng là một thực tế phổ biến ở các nước phát triển và gần đây đã được xâm nhập vào thị trường mới nổi cũng. Hồ sơ dự thầu có thể được cung cấp trên mạng, nhưng cuốn sách được duy trì ngoài thị trường bởi bookrunner và hồ sơ dự thầu đều được giữ kín đối với bookrunner. Giá cổ phiếu mới phát hành được xác định sau khi cuốn sách được đóng cửa theo quyết định của bookrunner tham khảo ý kiến với tổ chức phát hành. Nói chung, đấu thầu là lời mời duy nhất để các khách hàng của bookrunner, và nếu có, dẫn quản lý, hoặc đồng quản lý. Nói chung, pháp luật chứng khoán yêu cầu các yêu cầu công bố bổ sung để được đáp ứng nếu vấn đề là để được cung cấp cho tất cả các nhà đầu tư. Do đó, tham gia xây dựng một cuốn sách có thể được giới hạn đến các lớp học nhất định của các nhà đầu tư. Nếu khách hàng bán lẻ được mời thầu, nhà thầu bán lẻ được yêu cầu tham gia đấu giá tại mức giá cuối cùng, đó là chưa có thời điểm hồ sơ dự thầu, do không thể thi hành thu thập nhiều điểm giá hồ sơ dự thầu từ mỗi khách hàng bán lẻ. Mặc dù đấu thầu là do lời mời, tổ chức phát hành và bookrunner giữ lại theo quyết định cung cấp cho một số nhà thầu phân bổ hồ sơ dự thầu của họ so với các nhà đầu tư khác. Thông thường, các nhà thầu lớn là tổ chức nhận được ưu đãi hơn các nhà thầu bán lẻ nhỏ hơn, bằng cách nhận được phân bổ như là một tỷ lệ của hồ sơ dự thầu ban đầu của họ. Tất cả bookbuilding được tiến hành ngoài thị trường và hầu hết các thị trường chứng khoán có những quy định yêu cầu giao dịch trên thị trường được tạm dừng trong quá trình bookbuilding.
Sự khác biệt chính giữa các cổ phiếu mua lại thông qua một bookbuild (được thực hiện ngoài thị trường), kinh doanh (được thực hiện trên thị trường) là: 1) hồ sơ dự thầu vào cuốn sách là bí mật vs minh bạch thầu và yêu cầu giá cả trên thị trường chứng khoán; 2) đấu thầu là do lời mời (khách hàng duy nhất của bookrunner và bất kỳ đồng quản lý có thể đấu giá); 3) bookrunner và tổ chức phát hành xác định giá của cổ phiếu phát hành và phân bổ cổ phần giữa các nhà thầu tùy theo quyết định tuyệt đối của họ; 4) tất cả các cổ phiếu được phát hành hoặc chuyển tại cùng một mức giá trong khi trên thị trường mua lại cung cấp cho một mức giá giao dịch nhiều.
nó là một trong những quá trình meger bookrunner thu thập hồ sơ dự thầu của các nhà đầu tư tại mức giá khác nhau, giữa giá sàn và giá trần. Hồ sơ dự thầu có thể được sửa đổi, bổ sung do nhà thầu trước khi đóng cửa. Quá trình này nhằm mục đích khai thác các nhà đầu tư bán buôn và bán lẻ. Giá phát hành cuối cùng không được xác định cho đến khi kết thúc của quá trình khi cuốn sách đã đóng lại. Sau khi kết thúc giai đoạn xây dựng cuốn sách, Á hậu cuốn sách đánh giá hồ sơ dự thầu được thu thập trên cơ sở một số tiêu chuẩn đánh giá và thiết lập mức giá phát hành cuối cùng.
Nếu nhu cầu đủ cao, cuốn sách có thể được oversubscribed. Trong những trường hợp greenshoe tùy chọn được kích hoạt.
Xây dựng sổ sách cơ bản là một quá trình được sử dụng bởi các công ty huy động vốn thông qua các dịch vụ công cộng, chào bán công khai lần đầu (IPO) hoặc theo về cung cấp công cộng (FPOs) để hỗ trợ giá và khám phá nhu cầu. Nó là một cơ chế ở đâu, trong khoảng thời gian mà cuốn sách cung cấp là mở các hồ sơ dự thầu được thu thập từ các nhà đầu tư với mức giá khác nhau, mà là trong băng giá theo quy định của tổ chức phát hành. Quá trình này là hướng về cả hai thể chế cũng như các nhà đầu tư bán lẻ. Giá phát hành được xác định sau khi đóng thầu dựa trên nhu cầu được tạo ra trong quá trình này.